# Sthelota
Genre
Sthelota est un genre d'araignées aranéomorphes de la famille des Linyphiidae.

## Distribution
Les espèces de ce genre se rencontrent au Panama et au Guatemala.

## Liste des espèces
Selon World Spider Catalog (version 16.5, 30/11/2015) :
- Sthelota albonotata (Keyserling, 1886)
- Sthelota sana (O. Pickard-Cambridge, 1898)

## Publication originale
- Simon, 1894 : Histoire naturelle des araignées. Paris, vol. 1, p. 489-760 (texte intégral).